# Puerto Santander (kommun i Norte de Santander, lat 8,31, long -72,44)
Puerto Santander är en kommun i Colombia.   Den ligger i departementet Norte de Santander, i den norra delen av landet, 400 km norr om huvudstaden Bogotá. Antalet invånare är 8 720.